# Bajocero
Bajocero is een Spaanse film uit 2021, geregisseerd door Lluís Quílez. De film werd op 29 januari 2021 vrijgegeven op Netflix.

## Verhaal
Op een eenzame weg wordt een gevangenentransport op brute wijze aangevallen. Martín, de politiechauffeur van het busje, slaagt erin zich te barricaderen in het busje met de gevangenen. Al gauw komt hij erachter dat de aanvaller op zoek is naar een van de gevangenen. Martin moet overleven in een lange nacht waarin zijn principes op de proef worden gesteld.

## Rolverdeling
| Acteur                   | Personage  |
| ------------------------ | ---------- |
| Javier Gutiérrez Álvarez | Martín     |
| Karra Elejalde           | Miguel     |
| Luis Callejo             | Ramis      |
| Andrés Gertrúdix         | Golum      |
| Isak Férriz              | Montesinos |
| Édgar Vittorino          | Rei        |
| Miquel Gelabert          | Pardo      |
| Florin Opritescu         | Mihai      |
| Àlex Monner              | Chino      |
| Patrick Criado           | Nano       |

## Ontvangst
Op Rotten Tomatoes geeft 88% van de 8 recensenten de film een positieve recensie, met een gemiddelde score van 5,9/10.